# Trimetilamina
La trimetilamina és un compost orgànic de fórmula N(CH₃)₃. És una amina terciària, imflamable i higroscòpica. En concentracions baixes presenta una forta olor de "peix", i en concentracions altes una olor similar a la de l'amoníac.
A temperatura ambient (25 °C) és un gas i es comercialitza normalment en cilindres a pressió o en solució aquosa al 40%.
La trimetilamina és un producte de la descomposició d'animals i plantes. És la principal substància responsable de l'olor desagradable associada al peix descompost, a algunes infeccions i al mal alè. La trimetilamina és una base nitrogenada i pot ser protonada amb facilitat per formar el catió trimetilamoni. El clorur de trimetilamoni és un sòlid incolor i higroscòpic obtingut de la reacció amb l'àcid clorhídric. La trimetilamina és un bon nucleòfil, i això és la base de la majoria de les seves aplicacions.

## Producció
La trimetilamina es prepara per a la reacció de l'amoníac i el metanol amb un catalitzador:
3 CH₃OH + NH₃ → (CH₃)₃N + 3 H₂O
Amb aquesta reacció també es produeixen altres metilamines, (CH₃)₂NH y CH₃NH₂.
També es pot preparar reaccionant clorur d'amoni i paraformaldehíd, de acuerdo a la siguiente ecuación:
9 (CH₂=O)n + 2n NH₄Cl → 2n (CH₃)₃N•HCl + 3n H₂O + 3n CO₂↑

## Aplicacions
La trimetilamina es fa servir per la síntesi de la colina, hidròxid de tetrametilamoni, reguladors del creixement de plantes, resines d'intercanvi iònic fortament bàsiques i om agents en tenyit.

## Trimetilaminúria
La trimetilaminúria és un trastorn genètic quan l'organisme és incapaç de metabolitzar la trimetilamina adquirida amb els aliments.